# Catharina-Amalia des Pays-Bas
Titre
Princesse héritière des Pays-Bas
Depuis le 30 avril 2013
(12 ans et 3 mois)
Catharina-Amalia des Pays-Bas, dite Amalia, princesse d’Orange, princesse des Pays-Bas,
princesse d’Orange-Nassau, née le 7 décembre 2003 à La Haye, est la fille aînée du roi Willem-Alexander et de la reine Máxima. Elle occupe la première place dans l’ordre de succession au trône des Pays-Bas depuis le 30 avril 2013, date à laquelle son père monte sur le trône. Elle devient alors la première princesse titulaire d’Orange en tant que princesse héritière de la Couronne néerlandaise.

## Famille
La princesse Catharina-Amalia est la fille du roi Willem-Alexander des Pays-Bas (né en 1967) et de son épouse, la roturière argentine Máxima Zorreguieta (née en 1971). Par son père, elle est la petite-fille de la reine Beatrix des Pays-Bas (née en 1938), tandis que par sa mère, elle descend de l’ancien secrétaire d’État argentin Jorge Zorreguieta (1928-2017).
Elle a deux sœurs : les princesses Alexia (née en 2005) et Ariane (née en 2007).

## Biographie

### Enfance

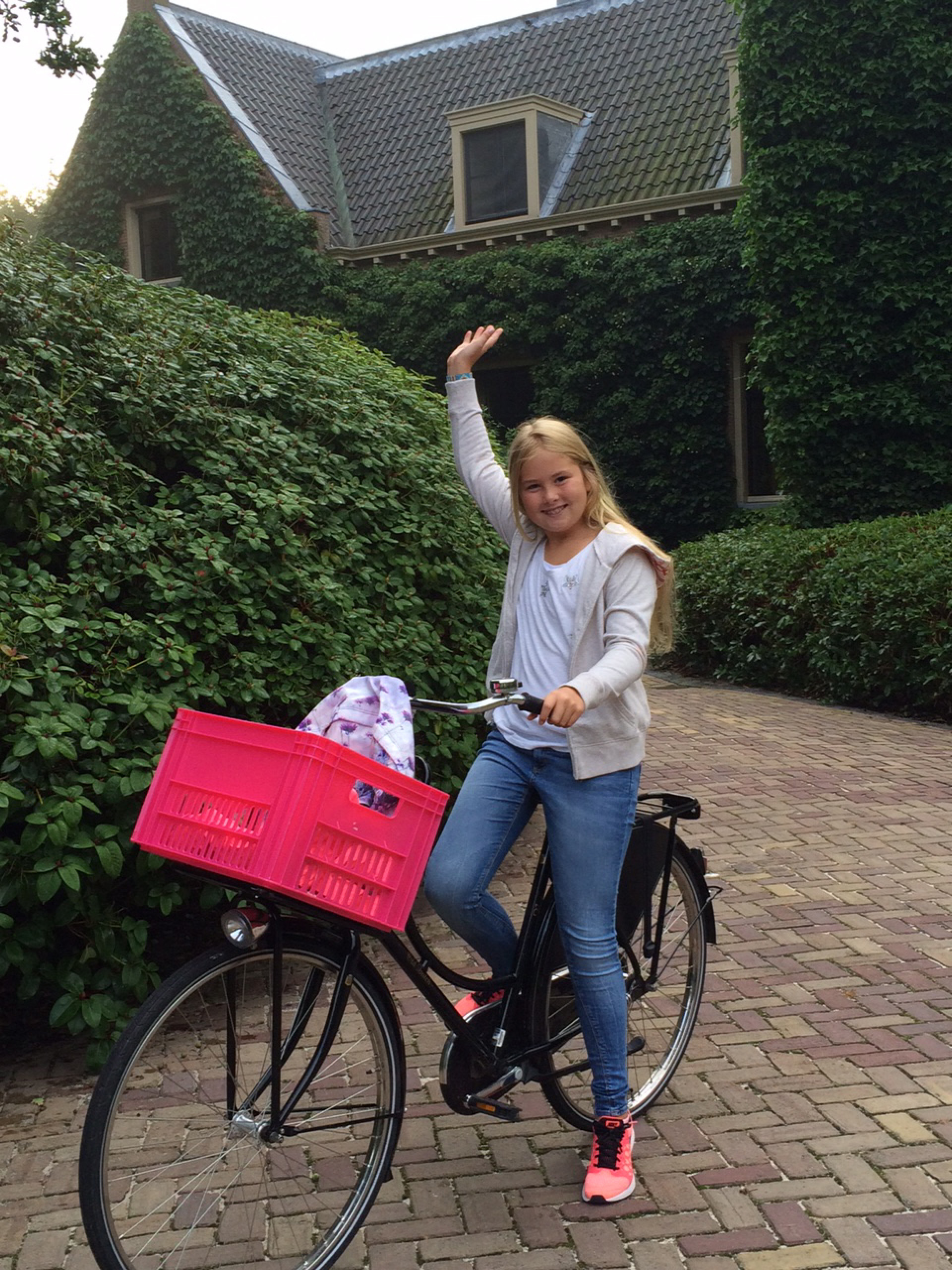
La princesse Catharina-Amalia en 2015.

Officiellement désignée comme Son Altesse Royale la princesse Catharina-Amalia des Pays-Bas, la petite fille est simplement appelée Amalia au sein de sa famille.
Le 12 juin 2004, la princesse est baptisée avec de l’eau du Jourdain lors d’une cérémonie protestante dirigée par le révérend Carel ter Linden à l’église Saint-Jacques de La Haye. Les parrains et marraines de la princesse sont son oncle paternel, le prince Constantijn des Pays-Bas, la princesse héritière Victoria de Suède, Marc ter Haar (un ami de son père), Herman Tjeenk Willink (vice-président du conseil d’État néerlandais), Samantha van Welderen, baronne Rengers-Deanne (une amie de sa mère), son oncle maternel Martín Zorreguieta et le prince des Asturies Felipe d'Espagne.
Bien que strictement familial, le baptême de Catharina-Amalia permet, pour la première fois, l’apparition officielle de son grand-père maternel aux Pays-Bas. Ancien membre du gouvernement du dictateur argentin Jorge Rafael Videla, Jorge Zorreguieta avait en effet été interdit du territoire néerlandais lors du mariage de sa fille avec le prince héritier des Pays-Bas.

### Éducation
En novembre 2007, Catharina-Amalia est inscrite à l’école publique à Wassenaar : choix sans précédent dans la maison d’Orange-Nassau, qui est d’observance réformée. Elle poursuit ses études dans un collège public de La Haye. Alors qu'elle se rend au collège à vélo, elle n'a pas de gardes du corps et sa famille a fait imposer aux journalistes une charte leur interdisant de la photographier dans le temps scolaire ou avec ses amis.
En octobre 2022, les mesures de sécurité entourant Catharina-Amalia, âgée de 18 ans, sont considérablement renforcées à la suite de menaces d'enlèvement ou d'attentat visant la princesse par la Mocro Maffia, qui contrôle le trafic de drogue aux Pays-Bas. La princesse se voit ainsi contrainte de quitter son logement d'étudiante à Amsterdam et vit dès lors presque recluse à la Huis ten Bosch, résidence de la famille royale à La Haye, dont elle ne sort que pour suivre ses cours à l'université d'Amsterdam,. Le gouvernement néerlandais indique que les services de sécurité sont mobilisés « jour et nuit » autour de la princesse.

## Ordre de succession

### Pays-Bas
Depuis 1982, la constitution néerlandaise applique la stricte primogéniture dans la succession au trône royal. À sa naissance en 2003, la princesse Amalia est l'héritière en deuxième place de la couronne des Pays-Bas. Depuis l'accession de son père au trône, le 30 avril 2013, elle occupe la première place dans l'ordre de succession.

### Royaume-Uni
En tant que descendante de la princesse Augusta de Hanovre (1737-1813), sœur du roi George III du Royaume-Uni, Catharina-Amalia apparaît également dans l'ordre de succession au trône britannique à une place qui change régulièrement en raison des naissances et décès des autres personnes présentes plus haut dans la liste.

## Titres et honneurs

### Titulature
- 7 décembre 2003 – 30 avril 2013 : Son Altesse Royale la princesse Catharina-Amalia des Pays-Bas, princesse d’Orange-Nassau
- depuis le 30 avril 2013 : Son Altesse Royale la princesse d’Orange, princesse des Pays-Bas, princesse d’Orange-Nassau

Catharina-Amalia porte le titre de princesse des Pays-Bas et princesse d’Orange-Nassau avec qualification d’altesse royale (décret no 41 du 25 janvier 2002). Suivant la tradition, on utilise pour la princesse Catharina-Amalia le titre de princesse d’Orange depuis l’avènement de son père, le 30 avril 2013, à la suite de l’abdication de sa grand-mère la reine Beatrix,.

### Armes
| Blason | Blasonnement : Écartelées d’azur billeté d’or, au lion couronné d’or, armé et lampassé de gueules, tenant à dextre un faisceau de sept flèches d’argent pointées et liées d’or, et à senestre d’une épée d’argent garnie d’or brochant [Pays-Bas] et d’or au cornet d’azur enguiché et virolé d’argent et lié de gueules [Orange], sur le tout d'or à la champagne ondée d'azur, au château de gueules à trois tours accosté de deux cyprès au naturel et de deux loups affrontés de sable, lampassés de gueules [Zorreguieta]. |

### Honneurs

#### Honneurs nationaux
- Chevalier grand-croix de l'ordre du Lion néerlandais (24 novembre 2021)[9].
- Chevalier de l'ordre du Lion d'or de la maison de Nassau (7 décembre 2021)[9].

#### Honneurs étrangers
- Grand-croix de l'ordre d'Isabelle la Catholique (Espagne, 10 avril 2024)[10].